# Улица Яня Далиня (Рига)
Улица Я́ня Да́линя (латыш. Jāņa Daliņa iela) — улица в Риге, в Видземском предместье. Образована в 2006 году из части улицы Эвелес и её продолжения в реконструируемом районе Скансте. Названа в честь латвийского легкоатлета Янисa Далиньшa — первого спортсмена, принесшего олимпийскую награду сборной Латвии (1932).
Начало улицы служит границей исторических районов Центр и Браса; участок после пересечения с улицей Весетас полностью относится к району Скансте.
Начинается от улицы Кришьяня Валдемара, проходит в северо-западном направлении до улицы Сканстес; проектируется и её дальнейшее продолжение до улицы Лапеню. Общая длина улицы, включая проектируемые участки, составляет 985 метров, из которых, по состоянию на конец 2019 года, фактически существуют лишь два отдельных участка — от начала улицы до перекрёстка с улицей Весетас (232 м) и от улицы Гростонас до улицы Сканстес (222 м).
В перспективе улица Яня Далиня будет продлена до перекрёстка улицы Лугажу и Ганибу дамбис.
Движение по улице двустороннее. Общественный транспорт по улице не курсирует.

## Прилегающие улицы
Улица Яня Далиня пересекается со следующими улицами:
- Улица Кришьяня Валдемара
- Улица Томсона
- Улица Весетас
- Улица Гростонас
- Улица Сканстес